# Copris diversus
Copris diversus är en skalbaggsart som beskrevs av Waterhouse 1891. Copris diversus ingår i släktet Copris och familjen bladhorningar. Inga underarter finns listade i Catalogue of Life.